# 軍事ブログ
軍事ブログ（ぐんじブログ、英：milblog）または戦争ブログ（せんそうブログ、英：warblog）は、進行中の戦争に関する報道価値のある出来事の報道に主にまたは完全に特化したブログ。  
「戦争ブログ」という用語の使用は、そのブログに戦争支持的傾向があることを示唆している。  

## 歴史
「戦争ブログ」という造語の起源は、アメリカ同時多発テロ事件から数日以内に自身のブログ「War Blog」を始めたマット・ウェルチと考えられている。2001年の秋、このテロ事件をきっかけに「戦争ブログ運動」が巻き起こり、それまでのブログのジャンルを支配していた個人的かつ技術的な方向性よりも政治評論を重視し、以前のブログよりもはるかに大きな世間やメディアの認知度を獲得した。大半の戦争ブログは、米国主導のアフガニスタン紛争とイラク戦争をタカ派の観点から支持した。
軍事ブログはグレン・レイノルズによって広められ、レイノルズの「Instapundit」はウェブ上で最も人気のある政治ブログの1つであった。 チャールズ・ジョンソンの「Little Green Footballs」 やアンドリュー・サリバンの「Daily Dish」などの有名軍事ブログは同時多発テロ事件以前から存在していたが、テロ事件以降は対テロ戦争を中心に扱った。 その他の著名な軍事ブログには、バージニア・ポストレルの「Dynamist」、ミッキー・カウスの「 KausFiles」、ジョシュ・マーシャルの「Talking Points Memo」、ケン・レインの 「KenLayne.com」、ジェームズ・リレクスの「Lileks.com」などがある。
2003年3月の米国のイラク侵攻後、軍事ブログの読者数は劇的に増加した。読者は主に、ほとんどのニュース報道にはない視点の提供に惹かれ、バグダッドからの直接の報告を投稿していたイラク国籍のサラーム・パックス（仮名）が著名な戦争ブロガーとして登場した。この時点で独自の記者の軍事ブログを開始したメディア組織には、BBC、クリスチャン・サイエンス・モニター、シアトル・ポスト・インテリジェンサーなどがある。2003年上半期、CNN、ハートフォード・クーラント、タイムなどのメディア組織は、法的影響とそのようなブログとの競争を恐れて、スタッフの記者が米国主導の戦争を個人のブログで直接報じることを禁止した。
「戦争ブログ」として人気を博したブログのほとんどは、通常は中道右派の観点から、（主に扱う話題を）政治や一般ニュースに拡大したが、一般的には戦争ブログとして知られ続けた。軍事ブログは同時多発テロ後の戦争を受けて設立され、ブログの批評のほとんどは戦争の話題に限られていたが、一部のブログは関連する政治的、社会的、文化的問題に移り、終戦後も継続した。

### 軍事ブログ
軍事ブログは2003年のイラク戦争とともに登場した。当初は「戦争ブログ」とも呼ばれていたが、2004年に「軍事ブログ」という名前で普及した。2005年10月、米軍人のジャン＝ポール・ボルダが、ブログアグリゲーターサイト「Milblogging.com」を立ち上げた。この軍事ブログは主に軍隊の出来事に焦点を当てており、現役軍人、退役軍人、軍人の配偶者、軍隊と特別なつながりを持つ民間人など、軍隊の内部事情に詳しい人々によって書かれていた。
軍事ブログは、アフガニスタンとイラクでの戦争に関するメディアの報道をしばしば批判し、彼らが偏ったまたは否定的な報道とみなしたものを正そうとした。一例として、「Blackfive.net」のマット・バーデンは、彼の戦友で親友の兵士が雑誌記者の命を救って亡くなったのに、その雑誌が彼の戦死を報じなかったことをブログの根拠として挙げている。ある軍事ブロガーは、「イラクとアフガニスタンの本当の話を知りたいアメリカ国民への教育サービスとして」自分のサイトを提供することを選択した。他の軍事ブログも、主流メディアが報道していないと感じたニュースを報道するという同様の意向に言及している。
C.J.グリシャムは、2004年12月に「A Soldier's Perspective」を開設したとき、軍事ブロガーになった最初の現役兵士の一人であった。5年以内に、ASPには120か国以上から1日あたり平均1,500人（累計約100万人）の訪問者が訪れるようになり、Milblogging.comで2番目に人気のあるサイトに位置付けた。
2005年に存在していた「軍事ブログ」は200にも満たなかったが、2011年7月にMilblogging.comは、46ヶ国の3000以上の軍事ブログをリストに載せた。2022年のウクライナ侵攻中に、ロシアの軍事ブログの人気はますます高まった。

## 政府の対応

### アメリカ
軍事ブログは数年以内に受け入れられた。ドナルド・ラムズフェルド国防長官は当初、軍事ブログに対して懐疑的であると考えられていたが、2007年までにジョージ・W・ブッシュ大統領は軍事ブログを「自由の大義に対する重要な声」であると称賛した。
中東に派遣された軍人が管理するウェブサイトに対する公式の監督は2002年に始まった。監督任務は、現役の兵士と請負業者に加え、メリーランド州、テキサス州、ワシントン州の警備隊員と予備役隊員で構成されていた。2005年8月にその権限が拡大された。
イラクでは、2004年末にモスルで起きた自爆テロ事件への医療対応を報告したブログを司令官が閉鎖し、軍規の遵守を監視するArmy Web Risk Assessment Cellが設立された。2005年4月、多国籍軍団-イラクが出した4ページの規則文書では、イラク国内のすべての軍事ブロガーに彼らの部隊に登録するよう指示し、指揮官らにはブロガーが死傷者数を公表していないか、作戦上のセキュリティやプライバシー規則に違反していないか確認するために四半期ごとにレビューを実施するよう指示した。一部の軍事ブロガーは、多くのブロガーが曖昧すぎると考えていた規則に違反することを恐れて、自分のブログを削除したり変更したりした。この規則は2007年4月に更新されたが、戦場の多くのブロガーによると、その曖昧さは解消しなかったという。
アメリカ国防総省は、当初軍事ブログをOPSEC違反の可能性があると懸念を示していたが、最終的にそのコンセプトを受け入れ、公式版の軍事ブログの立ち上げを試みた。公式版の軍事ブログは、国防総省の他の公式出版物と同じ面白みのない言葉遣いで書かれていたため、非公式の軍事ブログほどの評価や人気は得られなかった。

### ロシア
ロシアでは、軍事ブロガー（「voenkory」（従軍記者）と呼ばれることもある）は、ロシアのウクライナ侵攻で名声を博し、国営メディアから得られる以上の戦争情報を提供している。ブログは、政府の立場に沿った情報を提供することが多かった国営メディア関連のものから、ウクライナにおけるロシア軍の活動に批判的な独立系ブログやワグネル・グループ関連のブログまで多岐にわたる。これらのブログはウルトラナショナリズムかつ戦争推進的見解で有名である。戦争研究所は、ロシア政府がソーシャルメディアでのプレゼンスを効果的に確立できなかったことと、ロシア国民を長びく戦争に備えさせることに失敗したことが、軍事ブロガーの人気の原因であるとみなしている。ロシア政府は、検閲を求める声から軍事ブロガーを守り、ウラジミール・プーチン大統領が依存を深めていったウルトラナショナリストの支持層における重要性を理由に、国家主義者や戦争支持派の軍事ブロガーに選択的に地位を与えてきた。プーチン大統領自身も、国営メディアと提携する著名な軍事ブロガーらと会談し、軍事問題について議論した。しかし、2023年9月以降、ロシア政府は多数の著名な軍事ブロガーを逮捕しており、一部ではこれをコミュニティの取り締まりと見做している。

## 有名な軍事ブロガー

### ロシア人
- イーゴリ・ギルキン（ストレルコフ）
- ウラドレン・タタルスキー †
- ミハイル・ズビンチュク（Rybar）
- セミョン・ペゴフ（WarGonzo）
- エフゲニー・ポドゥブニー
- アレクサンドル・コッツ
- アンドレイ・モロゾフ（Murz）†
- アレクサンドル・スラドコフ

### ウクライナ人
- オレクシイ・アレストビッチ
- ドミトリー・ゴードン
- アナトリー・シャリー
- アントン・ヘラシチェンコ
- ミハイル・オヌフリエンコ

### その他
- ラリー・C・ジョンソン